# Friedrich von Hahn (Pferdezüchter)
Friedrich Wilhelm Adolph Graf von Hahn (* 18. Mai 1804 in Grabowhöfe; † 7. Juli 1859 in Berlin) war ein deutscher Gutsbesitzer und Reiter. Er förderte die Pferdezucht und den Reitsport.

## Leben
Friedrich von Hahn (Nr. 365 der Geschlechtszählung) war der einzige Sohn des Grafen Ferdinand von Hahn (1779–1805, #362) und dessen Frau Luise, geb. von Wolffrath (* 1783). Seine Schwester Luise Wilhelmine Gräfin von Hahn (1805–1833, #366) war mit dem Gutsbesitzer und Landrat Felix von Voß (1801–1833) auf Groß Gievitz verheiratet, der ebenfalls als Pferdeliebhaber bekannt wurde.
Nach dem frühen Tod des Vaters am 12. Januar 1805 stand Hahn zunächst unter Vormundschaft seines Großvaters Friedrich II. von Hahn, der jedoch auch binnen Jahresfrist starb, so dass der Jurist und Legationsrat Carl Friedrich Hansen aus Güstrow zum Vormund bestellt wurde. Hansen stand unter der Obervormundschaft des Kammerherrn Anton von Wickede, der jedoch 1815 in Konkurs ging, so dass Hansen bis 1820 alleiniger Vormund war. Von 1820 bis zur Volljährigkeit Friedrichs wurden der Hof- und Landgerichtsassessor von Blücher auf Wasdow und der Major von Voß auf Kammin zu Vormündern bestellt.
Friedrich studierte in Heidelberg und Göttingen und unternahm Studienreisen nach England, Frankreich und Italien. In Göttingen wurde er 1822 Mitglied des Corps Vandalia Göttingen und in diesem Zuge gleichzeitig Mitstifter des kurzlebigen Corps Vandalia Rostock II. Am 29. Dezember 1826 für volljährig erklärt, trat er das großväterliche Erbe an bzw. das, was nach dem großen Hahnschen Güterkonkurs von 1816 davon noch übrig war. Zu seinem ererbten, knapp 100 Hufen umfassenden Besitz zählten die Güter in Basedow (Mecklenburg), Faulenrost, Lansen, Grabowhöfe und Ahrensberg (Wesenberg) mit zugehörigen Höfen. Mit Erreichen der Volljährigkeit übernahm er außerdem die Führung des ihm bereits 1815 zugefallenen Erblandmarschallsamts für den Stargardischen Kreis. Durch Zukäufe konnte er seinen Besitz auf insgesamt 127 Hufen erhöhen. Sein Jahreseinkommen wurde 1828 auf 18 000 englischen Pfund geschätzt; allein in Basedow beschäftigte er 45 Wildhüter.
Friedrich nahm seinen Sitz auf Schloss Basedow, dem Stammsitz der Familie. Er ließ die Schlossanlage durch Friedrich August Stüler bedeutend erweitern und umgestalten, wobei er insbesondere die ausgedehnten Stallanlagen den Erfordernissen moderner Pferde- und Schafzucht anpassen ließ. Friedrich schien insbesondere vom englischen Reitsport inspiriert, den er auf seiner Studienreise nach England kennengelernt hatte. 1828 empfing er in Basedow den berühmten englischen Rennreiter Charles James Apperley, der die Begegnung in seinem Reisebericht schilderte. In der ersten Jahrhunderthälfte zählte Friedrich selbst zu den berühmtesten deutschen Züchtern von englischen Vollblütern. Von 1839 bis 1852 gewann er, als Züchter, in ununterbrochener Folge das „Friedrich-Franz-Rennen“ in Doberan.
Auch die Überformung des gesamten Dorfensembles von Basedow zum „geschmückten Landgut“ sowie die Umgestaltung des Schlossparks durch Peter Joseph Lenné gehen auf Friedrich Graf von Hahn zurück.
Aus familienpolitischen Gründen wurde Friedrich am 5. Juli 1826 in erster Ehe mit seiner Cousine, Ida Gräfin von Hahn (1805–1880), verheiratet. Ida war die Tochter seines Onkels Karl Graf von Hahn (des Theatergrafen) aus Remplin. Dieser Ehe, die bereits am 5. Februar 1829 wieder geschieden wurde, entsprang die geistig behinderte Tochter Antonie („Toni“). Sie wurde am 3. März 1829 in Greifswald geboren und starb am 16. Februar 1856 bei ihrer Pflegerin Molly Mundt in Berlin. 
Am 15. März 1830 heiratete Friedrich in zweiter Ehe Agnes Gräfin von Schlippenbach (1812–1857), Tochter des Königlich Preußischen Kammerherrn Carl Friedrich Wilhelm Graf von Schlippenbach auf Schönermark und Arendsee. Aus dieser Ehe entsprangen weitere vier Kinder: Anna (1830–1894, #372), Kuno (1832–1885, #373), Werner (* 1836; #374) und Max (1838–1903, #375). Letzterer verkaufte 1896 die Besitzungen Kuchelmiß, Serrahn, Wilsen, Wilser Hütte und Hinzenhagen an den Prinzen Albert von Sachsen-Altenburg; das Revier galt als eine der besten Rotwildjagden. 
In dritter Ehe war Friedrich nach Agnes’ Tod ab 5. Oktober 1858 mit Elisabeth von Le Fort (1834–1919) verheiratet, Tochter des Gutsbesitzers Friedrich Adolf von le Fort auf Papendorf, Pulow und Warnekow.
1846 veröffentlichte Fritz Reuter anonym in den von Wilhelm Raabe herausgegebenen Jahrbüchern Meklenburgisches Volksbuch für das Jahr 1846 und Meklenburg. Ein Jahrbuch für alle Stände, Jahrgang 1847 (beide Hamburg) seine Adelssatire Ein gräflicher Geburtstag: Die Feier des Geburtstages der regierenden Frau Gräfin, wie sie am 29. und 30. Mai 1842 in der Begüterung vor sich ging. Die von Reuter beschriebene verschwenderische Geburtstagsfeier veranstaltete Friedrich von Hahn in Basedow zu Ehren seiner zweiten Frau Agnes.

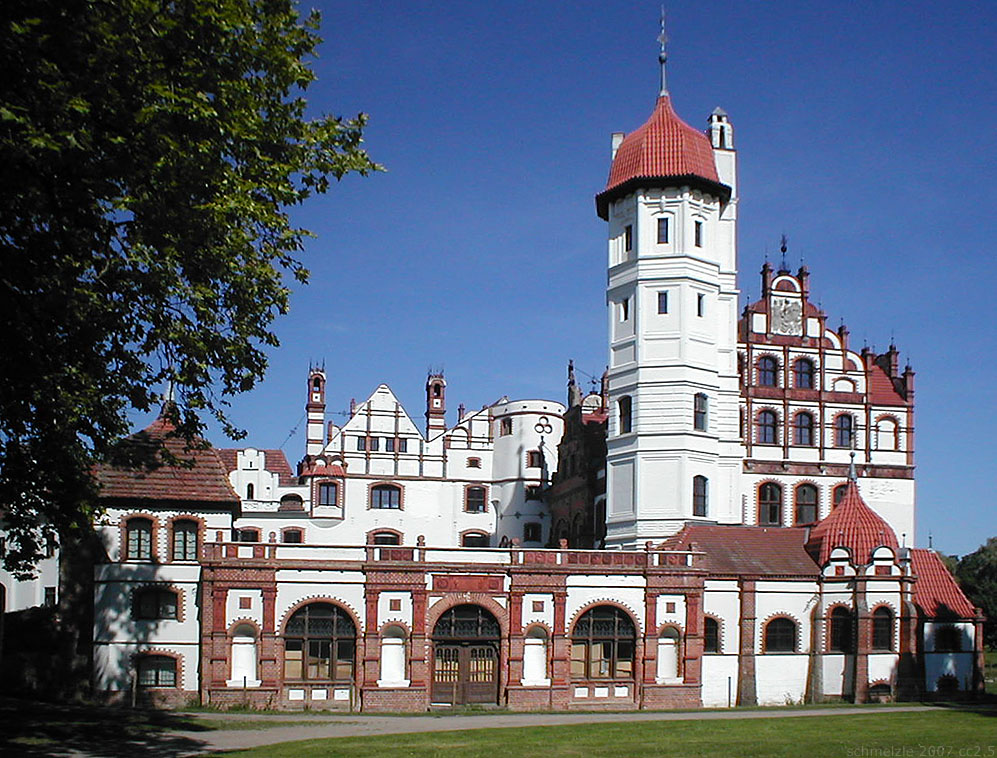
Schloss Basedow
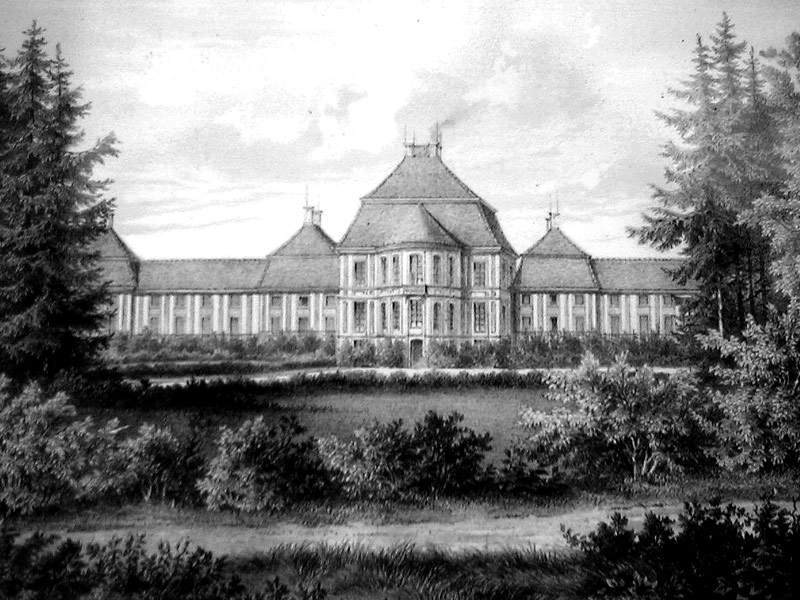
Schloss Faulenrost